# 汉斯·莫拉维克
汉斯·莫拉维克（Hans Moravec，1948年11月30日—），卡内基梅隆大学移动机器人实验室主任。著作有《智力后裔：机器人和人类智能的未来》、《机器人：通向非凡思维的纯粹机器》（ISBN 0195136306）。